# Chrysodeixis integra
Chrysodeixis integra är en fjärilsart som beskrevs av Walker 1857. Chrysodeixis integra ingår i släktet Chrysodeixis och familjen nattflyn. Inga underarter finns listade i Catalogue of Life.